# Dance for Burgess
Dance for Burgess è una composizione per orchestra di Edgard Varèse del 1949.

## Origine
Quest'opera deve la sua esistenza ad un progetto molto più ampio, a cui Varèse lavorò già dal 1932, e che avrebbe dovuto avere come titolo Espace.
Tuttavia il compositore non portò mai a termine questo progetto e di esso rimane (non pubblicato) soltanto un piccolo studio che, con un ri-arrangiamento nell'orchestrazione, Varèse chiamò Étude pour Espace. Questo studio, eseguito nel 1947 e diretto dallo stesso compositore prevedeva due pianoforti, che sostituivano l'ensemble dei fiati, e un gruppo di percussioni. Il lavoro su Espace, che lo vide impegnato in quel periodo della sua vita che si suole chiamare “di crisi”, terminò quando Varèse iniziò a lavorare, dal 1949, a Déserts. Non è escluso che alcune parti di quel progetto siano poi finite proprio in Déserts, uno tra i primi lavori nella storia della musica a far uso di interpolazioni di suono organizzato all'interno di un'opera per strumenti acustici.
Già prima di mettersi a comporre Déserts, Varèse aveva discusso con Burgess Meredith l'idea di realizzare un montaggio cinematografico con suoni e immagini basati sui deserti. Anche questo progetto però, come tanti altri prima, non venne realizzato. In quel periodo Meredith dirigeva e recitava in un musical, Happy as Larry, con le coreografie di Ann Sokolow e le scenografie di Alexander Calder. Meredith convinse Varèse a partecipare alla realizzazione di questo musical componendo un breve pezzo di danza. Varèse, per amicizia accettò ed in seguito inviò a Meredith poche pagine di musica intitolate Dance for Burgess. Anche questa volta vari problemi impedirono al musical di avere luogo e dal 1950 in poi Varèse non si preoccupò più di fare eseguire o pubblicare questa breve composizione.
L'ultima pagina del manoscritto reca la data del 9 dicembre 1949.
Nel 1998 Dance for Burgess è stata pubblicata dalla Ricordi dopo che l'Orchestra reale del Concertgebouw, la Decca Records e la stessa Casa Ricordi ne commissionarono la revisione a Chou Wen-Chung, allievo ed esecutore testamentario di Varèse. L'operazione di revisione da parte di Chou, come egli stesso scrive nell'introduzione dell'opera, comprende esclusivamente l'orchestrazione del pezzo. Scrive Chou Wen-Chung: “Varèse non fu un compositore di Broadway e Dance for Burgess non potrebbe mai essere stato un pezzo in un musical. Nonostante le sue delicate sonorità e le leggere complessità ritmiche, Dance for Burgess è totalmente varèsiana. Scritta di getto mentre egli era immerso nel concepimento di Déserts, questa danza è come un'ondata di profumo di fiore selvatico dopo una tempesta nel deserto”.

## Struttura
L'opera è per orchestra da camera e percussioni:
- Ottavino
- Clarinetto piccolo
- Clarinetto
- Clarinetto basso
- Corno
- 2 Trombe in Do
- Trombone
- Tuba
- 15 percussioni (3 esecutori)
- Archi

La presenza degli archi (non molto amati da Varèse) – così come l'assenza di strumenti elettroacustici o elettronici -  può essere giustificata dalla presenza di questa sezione strumentale nell'orchestra che avrebbe eseguito le musiche del musical. Gli archi sono presenti però (oltre che in Ameriques ed Arcana) anche nell'ultima opera terminata da Varèse, Nocturnal, ed anche nel “collage” (revisionato ed edito anch'esso negli anni novanta da Chou Wen-Chung) Tuning up.
Questo ritorno agli archi, oltre che per i motivi citati per Dance for Burgess – che tra l'altro sono gli stessi anche per Arcana – potrebbe quindi essere una scelta voluta nell'ultimo periodo compositivo di Varèse. Il fatto che gli archi in questo pezzo siano indicati come “opzionali” lascia pensare alla prima ipotesi.
Il pezzo è molto breve: solo 47 battute, per una durata complessiva inferiore ai due minuti.
Seppur breve, Dance for Burgess ben rappresenta l'universo sonoro di Varèse. Chiaramente non è pensabile paragonare questo pezzo, per importanza, con altre opere che hanno reso Varèse uno dei maggiori compositori del XX secolo, ma è stato comunque possibile rintracciarvi molte delle sue caratteristiche compositive.
Ascoltando Dance for Burgess si ha l'impressione di una elegante miniatura, di una musica che in meno di due minuti conquista il suo spazio: il massimo consumo dell'energia d'attenzione; le sue caratteristiche sono molto simili ad un “passaggio”  di Varèse, ad una delle molteplici deformazioni prismatiche, ad un istante del processo di cristallizzazione. È sicuramente l'opera più breve di Varèse, ma, nonostante ciò, la coerenza micro e macroscopica la pone come risultato finale di un processo.
Già l'orchestrazione, con la supremazia di fiati e percussioni, rimanda fedelmente alle altre opere del passato; scoppi di percussioni alterano, frantumano, sezionano lo spazio, uno spazio “cangiante, solare, iridescente […] fatto di materia”; ottoni e legni introducono e conducono diversi piani sonori, masse che si scontrano e si compenetrano con diversa velocità e densità; i movimenti ostinati dei “tutti” orchestrali definiscono brevi sezioni di vera e propria “danza”
Dance for Burgess rappresenta l'ennesima testimonianza di una musica concepita con quelle tecniche e metodologie, tutte varèsiane, che hanno stravolto ed innovato il pensiero compositivo del XX secolo.